# Pappa Island
Pappa Island ist eine Binneninsel im Gambia-Fluss im westafrikanischen Staat Gambia.
Die unbewohnte rund zehn Quadratkilometer große Insel liegt rund 15 Kilometer flussabwärts von Pasari Island. Sie ist ungefähr zehn Kilometer lang und 900 Meter breit. Auf der Nordseite der Insel ist der Gambia rund 400 Meter breit, vor dem Flussufer befindet sich noch vorgelagert die Insel Njubou Island. Auf der Südseite von Pappa Island ist der Fluss rund 150 Meter breit und verengt sich an der engsten Stelle bis auf 75 Meter. Im südlichen Kanal liegt auch die kleinere Insel Little Pappa Island. Vor der östlichen Seite, also flussaufwärts, liegt durch einen rund 48 Meter breiten Kanal getrennt, die vorgelagerte Insel Ba Faraba Island.